# Sielenga Ułan Ude
Sielenga Ułan Ude (ros. Футбольный клуб «Селенга» Улан-Удэ, Futbolnyj Kłub "Sielenga" Ułan-Ude) – rosyjski klub piłkarski z siedzibą w Ułan-Ude.

## Historia
Chronologia nazw:
- 1958—1960: Łokomotiw Ułan Ude (ros. «Локомотив» Улан-Удэ)
- 1961—1963: Bajkał Ułan Ude (ros. «Байкал» Улан-Удэ)
- 1964—1965: Armiejec Ułan Ude (ros. «Армеец» Улан-Удэ)
- 1966—1977: Sielenga Ułan Ude (ros. «Селенга» Улан-Удэ)
- 1978—1983: Łokomotiw Ułan Ude (ros. «Локомотив» Улан-Удэ)
- 1984—1993: Sielenga Ułan Ude (ros. «Селенга» Улан-Удэ)
- 1994: Kristałł Nieriungri (ros. «Кристалл» Нерюнгри)
- 1995—2003: Sielenga Ułan Ude (ros. «Селенга» Улан-Удэ)
- 2004—2010: Kommunalnik Ułan Ude (ros. «Коммунальник» Улан-Удэ)
- 2011—2012: Buriatija Ułan Ude (ros. «Бурятия» Улан-Удэ)
- 2004—...: Sielenga Ułan Ude (ros. «Селенга» Улан-Удэ)

Piłkarska drużyna Łokomotiw została założona w 1958 w mieście Ułan Ude.
W tym że roku zespół debiutował w Klasie B, grupie 6 Mistrzostw ZSRR.
Po reformie systemu lig ZSRR w 1963 okazał się w niższej Klasie B, grupie 5, w której występował do 1989, z wyjątkiem sezonów 1968 i 1969, kiedy to jako Sielenga Ułan Ude reprezentował miasto w Drugiej Grupie A.
W 1990 i 1991 występował w Drugiej Niższej Lidze.
W Mistrzostwach Rosji startował w Pierwszej Lidze, grupie Wschodniej, w której występował dwa sezony, a potem do 2003 w Drugiej Lidze, grupie Wschodniej.
W 2003 klub zajął ostatnie 13 miejsce w Drugiej Dywizji, grupie Wschodniej i został pozbawiony statusu klubu profesjonalnego.
W 2011 przyjął nazwę Buriatija Ułan Ude, a 24 marca 2012 ponownie wrócił do historycznej nazwy Sielenga Ułan Ude.
Obecnie występuje w Amatorskiej Lidze, grupie Syberyjskiej.

## Sukcesy
- 3 miejsce w Drugiej Grupie A ZSRR, podgrupie 2:

1969
- 1/64 finału w Pucharze ZSRR:

1960, 1967
- 5 miejsce w Rosyjskiej Pierwszej Dywizji:

1992
- 1/64 finału w Pucharze Rosji:

1999